# Alfred Keller
Alfred Keller (Vestfália, Alemanha, 19 de setembro de 1882 - 11 de fevereiro de 1974, Berlim, Alemanha) foi um general alemão que serviu na Luftwaffe durante a Segunda Guerra Mundial. Comandou a Luftflotte 1. A sua carreia militar teve início em 1897 nas forças armadas do Império Alemão. Mais tarde, quando serviu na Luftwaffe, era um dos generais mais condecorados da força. Das várias condecorações, destaca-se a Pour le Mérite e a Cruz de Cavaleiro da Cruz de Ferro.